# Ouch! (album)
Ouch è il nono album in studio di Raf, pubblicato il 30 aprile 2004 dalla CGD.

## Descrizione
Arriva a tre anni di distanza dal pluripremiato Iperbole, e viene anticipato dal singolo In tutti i miei giorni. Gli altri due singoli estratti saranno Superstiti e Aria da niente. È un disco molto sperimentale e vario come si nota in brani del calibro de Il senso delle cose, Mi fermo qui e la title track. Il brano Estate in città porta la firma della coppia Kaballà - Mario Venuti.

## Tracce
1. In tutti i miei giorni – 4:47 (Raf)
2. Superstiti – 3:21 (Raf, Simone Papi, Simone Pinelli)
3. Milioni di cose che non ti ho detto – 3:46 (Raf)
4. Il senso delle cose – 4:15 (Raf, Filippo Gatti, Giorgio Baldi)
5. Estate in città – 4:06 (Kaballà, Mario Venuti)
6. Il prestigiatore – 4:50 (Raf, Tettoni, Maurizio Filardo)
7. Aria da niente – 4:37 (Raf, Martelloni, Giorgio Baldi)
8. Nessuno – 5:17 (Raf, Orazio Grillo, Giorgio Baldi)
9. Ouch – 3:46 (Raf, Max Nardari)
10. Mi fermo qui – 4:36 (Raf, Orazio Grillo, Giorgio Baldi)
11. In tutti i miei giorni (revolutionized) – 4:38 (Raf)

## Formazione
- Raf – voce, cori, basso, chitarra acustica, sintetizzatore
- Giorgio Baldi – chitarra elettrica, sintetizzatore, batteria elettronica
- Giacomo Castellano – chitarra elettrica
- Cesare Chiodo – basso, cori
- Alfredo Golino – batteria, percussioni
- Simone Papi – pianoforte, cori, mellotron, organo Hammond, sintetizzatore
- Diego Corradin – batteria
- Alessandra Gambini – percussioni
- Andrea Capanni – contrabbasso
- Gavyn Wright – violino
- Marco Tamburini – tromba

## Classifiche
| Classifica (2004) | Posizione massima |
| ----------------- | ----------------- |
| Italia            | 7                 |

### Classifiche di fine anno
| Classifica (2004) | Posizione |
| ----------------- | --------- |
| Italia            | 55        |